# Madame Peacock
Madame Peacock er en amerikansk stumfilm fra 1920 af Ray C. Smallwood.

## Medvirkende
- Alla Nazimova som Jane Goring / Gloria Cromwell
- George Probert som Robert McNaughton
- John Steppling som Rudolph Cleeberg
- William Orlamond som Lewis
- Rex Cherryman som Thorne
- Albert R. Cody som Harrison Burke
- Gertrude Claire
- Georgia Woodthorpe som Mrs. Goring